# (7065) Fredschaaf
(7065) Fredschaaf est un astéroïde de la ceinture principale.

## Description
(7065) Fredschaaf est un astéroïde de la ceinture principale. Il fut découvert le 2 août 1992 à l'Observatoire Palomar par Henry E. Holt. Il présente une orbite caractérisée par un demi-grand axe de 2,78 UA, une excentricité de 0,04 et une inclinaison de 7,5° par rapport à l'écliptique.

## Étymologie
Cet astéroïde est nommé en l'honneur de Fred Schaaf (1954–).